# Турбуреа (Арђеш)
Турбуреа (рум. Turburea) насеље је у Румунији у округу Арђеш у општини Корбени. Oпштина се налази на надморској висини од 760 m.

## Становништво
Према подацима из 2002. године у насељу је живело 143 становника, од којих су сви румунске националности.